# Brassaiopsis ferruginea
Brassaiopsis ferruginea är en araliaväxtart som först beskrevs av Hui Lin Li, och fick sitt nu gällande namn av G.Hoo. Brassaiopsis ferruginea ingår i släktet Brassaiopsis och familjen Araliaceae. Inga underarter finns listade.